# 鈴木正 (思想史家)
鈴木 正（すずき ただし、1928年6月23日 - ）は、日本の思想史家。名古屋経済大学名誉教授。
名古屋市生まれ。本名・正則。雅号は華情(カジョウ) 。
1947年、愛知第一師範学校（現在の愛知教育大学）卒業 。1949年レッドパージのため中学教諭の職を失う。54年思想の科学研究会会員となり、中井正一、中江丑吉、狩野亨吉らを研究。市邨学園短期大学教授、79年名古屋経済大学教授。のち副学長。中国・山東大学客員教授。
『暗殺秘録 明治・大正・昭和』が日本暗殺秘録として映画化された。

## 著書
- 『日本の合理論 狩野亨吉と中井正一』現代思潮社・現代新書　1961
- 『近代日本の理性』勁草書房　1967
- 『暗殺秘録 明治・大正・昭和』原書房 1968　100冊選書
- 『日本思想史の遺産』ミネルヴァ書房　1969　社会科学選書
- 『日本の合理論』ミネルヴァ書房　1970　社会科学選書
- 『狩野亨吉の研究』ミネルヴァ書房 1970
  - 『狩野亨吉の研究』ミネルヴァ書房（増補版） 2013　ミネルヴァ・アーカイブズ
- 『日本近代思想の人間類型』新泉社　1973
- 『近代日本のパトス』勁草書房　1977
- 『書架のこよみ』新泉社　1979
- 『狩野亨吉の思想』第三文明社・レグルス文庫 1981／平凡社ライブラリー（増補版） 2002
- 『戦中と戦後精神』勁草書房　1981
- 『知の在野精神』勁草書房　1984
- 『思想史の横顔』勁草書房　1987
- 『思想者のシルエット』勁草書房　1991
- 『日本近現代思想の諸相 書評拾集』農山漁村文化協会　1993　人間選書
- 『日本近現代思想の群像 月旦拾集』農山漁村文化協会　1994　人間選書
- 『時代に反する思想』北樹出版　1997
- 『書物・人物・心景』北樹出版　1999
- 『本と人と影』北樹出版　2002
- 『戦後精神の探訪 日本が凝り固まらないために』農山漁村文化協会　2005　人間選書
- 『九条と一条 平和主義と普遍的妥協の精神』農山漁村文化協会　2009
- 『狩野亨吉と安藤昌益』安藤昌益と千住宿の関係を調べる会　2011　昌益文庫
- 『戦後思想史の探究　思想家論集』平凡社　2013

## 共編著
- 『日本のマルクス主義者』編　風媒社 1969
- 『中江丑吉の人間像 兆民を継ぐもの』阪谷芳直共編　風媒社 1970
- 『近代日本の哲学』古田光共編著　北樹出版 1983　現代哲学選書
- 『近代日本の哲学者』卞崇道共編著　北樹出版 1990
- 『古在由重　哲学者の語り口』編　勁草書房 1992
- 『日本思想の可能性 いま…近代の遺産を読みなおす』山領健二共編　五月書房 1994
- 『戦後日本の哲学者』王守華共編著　農山漁村文化協会 1995
- 『転向再論』鶴見俊輔,いいだもも共著　平凡社 2001
- 『日本知識人のアジア認識』編著　北樹出版 2003　叢書パイデイア
- 『アジアと日本 平和思想としてのアジア主義』李彩華共著　農山漁村文化協会 2007

## 参考
- デジタル版日本人名大辞典: